# خفير الدرك (فلم)
خفير الدرك هو فيلم مصري من إنتاج عام 1936
عثمان رجل فقير، وزوجته تلح في طلباتها، وبعد معاناة يجد عملاً كخفير، ولكن في أول يوم عمل له يٌسرَق محل عزوز، فيُتَهم عثمان بالإهمال، ويُفصل من عمله، وفي نفس الوقت تتوطد علاقة الصداقة بين عزوز وعثمان بعدما أصبحا عاطلين عن العمل ثم يسوقهما البحث عن عمل إلى عصابة تزوير العملة، ويفاجأ كلاهما بأن رئيس العصابة يشبه عثمان جدًا، مما يدفع عثمان لانتحال شخصيته من أجل الإمساك به وينجح في ذلك بعد محاولة الرئيس الحقيقي التملص من الشرطة بإدعائه أنه عثمان لكن أم إبراهيم وزوجة عثمان تستطيع كشفه.

## قصة الفيلم
عثمان عبد الباسط (علي الكسار) رجل طيب، عاطل وكسول، ولذلك تعامله زوجته أم إبراهيم (زكية ابراهيم) بقسوة شديدة حتى أنها توقظه من نومه بالشبشب، ليذهب للعمل لدى امراة أجنبية بخيلة (صالحة قاصين) والتي أعدت صينية بطاطس باللحمة تكفي إثنى عشر شخصاً، وطلبت من عثمان تسويتها في الفرن، ووضعها على رأسه، وسار في الطريق، فإنقضت علي الصينية حدأة، وأكلت اللحم، مما دعاه للذهاب إلى قسم البوليس، وعمل محضر للحدأة وطردته المرأة الأجنبية من العمل، ولكن أم إبراهيم رهنت حلتين وأحضرت له حمصاً لبيعه في الطريق حيث جلس يستريح ونام جنب الحمص، ولكن تكالب الدجاج على الحمص وأكله كله، إستاءت أم إبراهيم من زوجها واشتكته لجارتها التي نصحتها بشكايته عند المأمور (إبراهيم حشمت) الذي استدعاه، وبطريق الخطأ عينه خفيراً للدرك ومعه زميله عبده (أحمد الحداد)، ولكن إحدى العصابات استغلت سذاجتهما وسرقت محل عزوز (حسن صالح) بائع البسبوسة، مما دعا المأمور لأن يفصلهما وأصبحوا بلا عمل، ومعهم عزوز وزوجته ياسمينا (زوزو لبيب) المغنية السابقة، وعندما إشتد بهم الجوع، وافق عزوز أن تعود زوجته ياسمينا للعمل بالمسرح على أن تدبر لهما عملا معها، وبالفعل عملا مساعدين للساحر، ولكن عثمان إبتلع بيضة الساحر، وعبده أضاع الحمامة، وكشفا الساحر أمام الجمهور، فتم طردهما من المسرح وقابلهم أحد أفراد عصابة تعمل في ترويج العملة المزيفة، وأعطى كل منهم عشرة جنيهات لفكها، والحصول على جنيها كاملا، وفرحا بالعمل الجديد السهل، وذهب ثلاثتهم ومعهم زوجاتهم لمقر العصابة للعمل، ولكنهم إستقبلوا إستقبال مذهل وسرعان ما اكتشفوا ان عثمان شديد الشبه بزعيم العصابة، وتعاونوا مع البوليس في القبض على جميع أفراد العصابة، وعادوا للعمل خفراء للدرك

## الممثلون
- علي الكسار
- بهيجة المهدي
- زكية إبراهيم
- إبراهيم حشمت
- أحمد الحداد
- جراسيا قاصين

## راجع أيضا
- على الكسار